# Turn- und Sportgemeinschaft 1899 Hoffenheim 2024-2025
Questa voce raccoglie le informazioni riguardanti il Turn- und Sportgemeinschaft 1899 Hoffenheim nelle competizioni ufficiali della stagione 2024-2025.

## Maglie e divise
| Casa | Trasferta | Terza divisa |

## Rosa
Aggiornata al 10 gennaio 2025  
  In corsivo i calciatori ceduti durante la stagione 
| N. |                      | Ruolo | Calciatore         |
| -- | -------------------- | ----- | ------------------ |
| 1  | Germania (bandiera)  | P     | Oliver Baumann ()  |
| 2  | Rep. Ceca (bandiera) | D     | Robin Hranáč       |
| 3  | Rep. Ceca (bandiera) | D     | Pavel Kadeřábek    |
| 4  | Germania (bandiera)  | D     | Tim Drexler        |
| 4  | Norvegia (bandiera)  | D     | Leo Skiri Østigård |
| 5  | Turchia (bandiera)   | D     | Ozan Kabak         |
| 6  | Germania (bandiera)  | C     | Grischa Prömel     |
| 7  | Germania (bandiera)  | C     | Tom Bischof        |
| 8  | Germania (bandiera)  | C     | Dennis Geiger      |
| 9  | Togo (bandiera)      | A     | Ihlas Bebou        |
| 10 | Germania (bandiera)  | A     | Mërgim Berisha     |
| 11 | Austria (bandiera)   | C     | Florian Grillitsch |
| 13 | Germania (bandiera)  | D     | Christopher Lenz   |
| 14 | Nigeria (bandiera)   | A     | Gift Orban         |
| 15 | Francia (bandiera)   | D     | Valentin Gendrey   |
| 16 | Germania (bandiera)  | C     | Anton Stach        |
| 17 | Germania (bandiera)  | C     | Umut Tohumcu       |
| 18 | Mali (bandiera)      | C     | Diadie Samassékou  |
| 19 | Rep. Ceca (bandiera) | C     | David Jurásek      |

| N. |                                 | Ruolo | Calciatore         |
| -- | ------------------------------- | ----- | ------------------ |
| 20 | Germania (bandiera)             | C     | Finn Ole Becker    |
| 21 | Germania (bandiera)             | A     | Marius Bülter      |
| 22 | Austria (bandiera)              | C     | Alexander Prass    |
| 23 | Germania (bandiera)             | C     | Julian Justvan     |
| 23 | Rep. Ceca (bandiera)            | A     | Adam Hložek        |
| 24 | Germania (bandiera)             | D     | Marco John         |
| 25 | Nigeria (bandiera)              | D     | Kevin Akpoguma     |
| 26 | Bosnia ed Erzegovina (bandiera) | A     | Haris Tabaković    |
| 27 | Croazia (bandiera)              | A     | Andrej Kramarić    |
| 28 | Austria (bandiera)              | C     | Florian Micheler   |
| 29 | Danimarca (bandiera)            | A     | Jacob Bruun Larsen |
| 29 | Costa d'Avorio (bandiera)       | A     | Bazoumana Touré    |
| 33 | Germania (bandiera)             | A     | Max Moerstedt      |
| 34 | Francia (bandiera)              | D     | Stanley Nsoki      |
| 35 | Brasile (bandiera)              | D     | Arthur Chaves      |
| 36 | Islanda (bandiera)              | P     | Lúkas Petersson    |
| 37 | Germania (bandiera)             | P     | Luca Philipp       |
| 41 | Ungheria (bandiera)             | D     | Attila Szalai      |
| 53 | Turchia (bandiera)              | A     | Erencan Yardımcı   |

## Calciomercato

### Sessione estiva
| Acquisti         | Acquisti           | Acquisti           | Acquisti                   |
| R.               | Nome               | da                 | Modalità                   |
| ---------------- | ------------------ | ------------------ | -------------------------- |
| A                | Adam Hložek        | Bayer Leverkusen   | definitivo (18 milioni €)  |
| C                | Alexander Prass    | Sturm Graz         | definitivo (9,5 milioni €) |
| D                | Valentin Gendrey   | Lecce              | definitivo (8,5 milioni €) |
| D                | Robin Hranáč       | Viktoria Plzeň     | definitivo (8 milioni €)   |
| D                | Arthur Chaves      | Académico de Viseu | definitivo (6 milioni €)   |
| C                | Erencan Yardımcı   | Sturm Graz         | definitivo (4 milioni €)   |
| A                | Haris Tabaković    | Hertha Berlino     | definitivo (3 milioni €)   |
| D                | Christopher Lenz   |                    | svincolato                 |
| Altre operazioni |                    |                    |                            |
| R.               | Nome               | da                 | Modalità                   |
| A                | Jacob Bruun Larsen | Burnley            | fine prestito              |
| D                | Attila Szalai      | Friburgo           | fine prestito              |
| C                | Diadié Samassékou  | Cadice             | fine prestito              |
| C                | Julian Justvan     | Darmstadt          | fine prestito              |
| A                | Fisnik Asllani     | Austria Vienna     | fine prestito              |
| C                | Muhammed Damar     | Hannover 96        | fine prestito              |

| Cessioni         | Cessioni            | Cessioni          | Cessioni                    |
| R.               | Nome                | da                | Modalità                    |
| ---------------- | ------------------- | ----------------- | --------------------------- |
| A                | Maximilian Beier    | Borussia Dortmund | definitivo (28,5 milioni €) |
| C                | Julian Justvan      | Norimberga        | definitivo (1 milione €)    |
| A                | Fisnik Asllani      | Elversberg        | prestito (100 mila €)       |
| A                | Bambasé Conté       | Karlsruhe         | prestito (100 mila €)       |
| C                | Muhammed Damar      | Elversberg        | prestito (100 mila €)       |
| D                | John Anthony Brooks | Hertha Berlino    | gratuito                    |
| D                | Kasim Nuhu          | Servette          | gratuito                    |
| C                | Erencan Yardımcı    | Sturm Graz        | prestito                    |
| P                | Nahuel Noll         | Greuther Fürth    | prestito                    |
| C                | Robert Skov         |                   | svincolato                  |
| Altre operazioni |                     |                   |                             |
| R.               | Nome                | da                | Modalità                    |
| A                | Wout Weghorst       | Burnley           | fine prestito               |

### Sessione invernale
| Acquisti         | Acquisti           | Acquisti        | Acquisti                  |
| R.               | Nome               | da              | Modalità                  |
| ---------------- | ------------------ | --------------- | ------------------------- |
| A                | Gift Orban         | Olympique Lione | definitivo (9 milioni €)  |
| A                | Bazoumana Touré    | Hammarby        | definitivo (10 milioni €) |
| D                | Leo Skiri Østigård | Rennes          | prestito                  |
| Altre operazioni |                    |                 |                           |
| R.               | Nome               | da              | Modalità                  |
| C                | Erencan Yardımcı   | Sturm Graz      | fine prestito             |

| Cessioni         | Cessioni           | Cessioni        | Cessioni                   |
| R.               | Nome               | da              | Modalità                   |
| ---------------- | ------------------ | --------------- | -------------------------- |
| A                | Jacob Bruun Larsen | Stoccarda       | definitivo (1,7 milioni €) |
| D                | Marco John         | Greuther Fürth  | gratuito                   |
| D                | Tim Drexler        | Norimberga      | prestito                   |
| D                | Attila Szalai      | Standard Liegi  | prestito                   |
| A                | Mërgim Berisha     | Augusta         | prestito                   |
| C                | Florian Grillitsch | Real Valladolid | prestito                   |
| Altre operazioni |                    |                 |                            |
| R.               | Nome               | da              | Modalità                   |

## Risultati

### Bundesliga

#### Girone di andata
| Arbitro: | Stieler (Amburgo) |

|                              |           |                              |
| Kramarić 6’ (rig.), 37’, 87’ | Marcatori | 63’ Bernhardsson 89’ Machino |

| Arbitro: | Badstübner (Norimberga) |

|                                      |           |              |
| Ekitike 24’ Larsson 33’ Marmoush 56’ | Marcatori | 54’ Kramarić |

| Arbitro: | Schlager (Hügelsheim) |

|                |           |                                                |
| M. Berisha 37’ | Marcatori | 17’ Terrier 30’, 75’ Boniface 72’ (rig.) Wirtz |

| Arbitro: | Jöllenbeck (Friburgo in Brisgovia) |

|                   |           |            |
| Rothe 4’ Jeong 6’ | Marcatori | 67’ Bülter |

| Arbitro: | Reichel (Stoccarda) |

|                          |           |                                  |
| Bülter 5’, 8’ Hložek 12’ | Marcatori | 21’ Malatini 26’, 39’, 49’ Stage |

| Arbitro: | Osmers (Hannover) |

|                 |           |             |
| Demirović 90+9’ | Marcatori | 45’ Gendrey |

| Arbitro: | Storks (Rasdorf) |

|                                         |           |            |
| Kramarić 11’ Bülter 64’ Tabaković 90+3’ | Marcatori | 76’ Gamboa |

| Heidenheim an der Brenz 27 ottobre 2024, ore 19:30 CET 8ª giornata | Heidenheim             | 0 – 0 referto | Hoffenheim | Voith-Arena (15 000 spett.)\| Arbitro: \| Dingert (Lebecksmühle) \| |
| Arbitro:                                                           | Dingert (Lebecksmühle) |               |            |                                                                     |

| Arbitro: | Stegemann (Niederkassel) |

|  |           |                           |
|  | Marcatori | 20’ Afolayan 90+3’ Albers |

| Augusta 10 novembre 2024, ore 15:30 CET 10ª giornata | Augusta              | 0 – 0 referto | Hoffenheim | WWK Arena\| Arbitro: \| Petersen (Stoccarda) \| |
| Arbitro:                                             | Petersen (Stoccarda) |               |            |                                                 |

| Arbitro: | Willenborg (Osnabrück) |

|                                              |           |                                     |
| Hložek 17’, 82’ Bischof 50’ Bruun Larsen 87’ | Marcatori | 15’ Orbán 19’ Nusa 67’ (aut.) Nsoki |

| Arbitro: | Siebert (Berlino) |

|                  |           |  |
| Burkardt 4’, 24’ | Marcatori |  |

| Arbitro: | Jablonski (Brema) |

|             |           |            |
| Bischof 73’ | Marcatori | 68’ Ginter |

| Arbitro: | Osmers (Hannover) |

|           |           |                    |
| Reyna 46’ | Marcatori | 90+1’ Bruun Larsen |

| Arbitro: | Dankert (Rostock) |

|                     |           |                     |
| Kramarić 58’ (rig.) | Marcatori | 23’ Sander 61’ Pléa |

| Arbitro: | Dingert (Lebecksmühle) |

|  |           |            |
|  | Marcatori | 29’ Amoura |

| Arbitro: | Gerach (Landau in der Pfalz) |

|                                                          |           |  |
| L. Sané 7’, 48’ Guerreiro 12’ Kane 26’ (rig.) Gnabry 66’ | Marcatori |  |

#### Girone di ritorno
| Arbitro: | Jablonski (Brema) |

|            |           |                                |
| Kelati 84’ | Marcatori | 26’, 56’ Hložek 45+1’ Kramarić |

| Arbitro: | Stegemann (Niederkassel) |

|                        |           |                         |
| Orban 65’ Hložek 90+5’ | Marcatori | 26’ (rig.), 71’ Ekitike |

| Arbitro: | Braun |

|                                      |           |           |
| Boniface 15’ Frimpong 19’ Schick 51’ | Marcatori | 62’ Orban |

| Arbitro: | Stieler (Amburgo) |

|  |           |                                           |
|  | Marcatori | 24’, 87’ Hollerbach 61’ Ljubičić 73’ Ilić |

| Arbitro: | Willenborg (Osnabrück) |

|                 |           |                                 |
| Nsoki 7’ (aut.) | Marcatori | 28’ Stach 44’ Bischof 63’ Orban |

| Arbitro: | Dingert (Lebecksmühle) |

|           |           |              |
| Orban 74’ | Marcatori | 9’ Woltemade |

| Arbitro: | Badstübner (Norimberga) |

|  |           |             |
|  | Marcatori | 72’ Bischof |

| Arbitro: | Schlager (Hügelsheim) |

|               |           |                |
| Tabaković 34’ | Marcatori | 65’ Zivzivadze |

| Arbitro: | Brych (Monaco di Baviera) |

|               |           |  |
| Weißhaupt 51’ | Marcatori |  |

| Arbitro: | Reichel (Stoccarda) |

|                     |           |             |
| Kramarić 71’ (rig.) | Marcatori | 46’ Essende |

| Arbitro: | Hartmann (Wangen im Allgäu) |

|                                |           |             |
| Šeško 24’ Baku 43’ Poulsen 84’ | Marcatori | 11’ Bischof |

| Arbitro: | Jablonski (Brema) |

|                  |           |  |
| Kramarić 4’, 32’ | Marcatori |  |

| Arbitro: | Stegemann (Niederkassel) |

|                         |           |                             |
| Höler 28’, 57’ Dōan 36’ | Marcatori | 45+2’ Bülter 45+5’ Kramarić |

| Arbitro: | Brand (Unterspiesheim) |

|                            |           |                                     |
| Hložek 61’ Kadeřábek 90+1’ | Marcatori | 20’ Guirassy 74’ Brandt 90+5’ Anton |

| Arbitro: | Willenborg (Osnabrück) |

|                                                      |           |                                                       |
| Chiarodia 5’ Reitz 32’ Honorat 64’ Kleindienst 90+1’ | Marcatori | 43’ Arthur Chaves 54’ Bülter 74’ Hložek 81’ Tabaković |

| Arbitro: | Jöllenbeck (Friburgo in Brisgovia) |

|                             |           |                          |
| Østigård 1’ (aut.) Wind 81’ | Marcatori | 34’ Kadeřábek 84’ Bülter |

| Arbitro: | Schlager (Hügelsheim) |

|  |           |                                           |
|  | Marcatori | 33’ Olise 53’ Kimmich 80’ Gnabry 86’ Kane |

### DFB-Pokal
| Arbitro: | Martin Petersen (Stoccarda) |

|                                |                      |                                       |
| Küc 11’ Hannemann 100’         | Marcatori            | 19’ (aut.) Farahnak 107’ Bülter       |
| Hannemann Wessig Meisel Zaiser | Tiri di rigore 3 – 5 | Kramarić Berisha Bülter Stach Justvan |

| Arbitro: | Gerach (Landau in der Pfalz) |

|                          |           |            |
| Tabaković 27’ Chaves 71’ | Marcatori | 47’ Emreli |

| Arbitro: | Schlager (Hügelsheim) |

|                                 |           |  |
| Vavro 63’ Wind 67’ Gerhardt 85’ | Marcatori |  |

### UEFA Europa League

#### Fase campionato
| Arbitro: | Minaković |

|            |           |               |
| Osorio 42’ | Marcatori | 90’ Moerstedt |

| Arbitro: | Stavrev |

|                 |           |  |
| Hložek 22’, 60’ | Marcatori |  |

| Arbitro: | Sylwestrzak |

|                           |           |  |
| Djaló 45+2’ Omorodion 75’ | Marcatori |  |

| Arbitro: | Barbu |

|                           |           |                           |
| Gendrey 47’ Tohumcu 90+6’ | Marcatori | 66’ Abner 90+3’ Lacazette |

| Arbitro: | Pajač |

|                                            |           |  |
| Bruma 2’ R. Fernandes 8’ V. Carvalho 90+5’ | Marcatori |  |

| Sinsheim 12 dicembre 2024, ore 18:45 CET 6ª giornata | Hoffenheim | 0 – 0 referto | FCSB | Rhein-Neckar-Arena (23 223 spett.)\| Arbitro: \| Xhaja \| |
| Arbitro:                                             | Xhaja      |               |      |                                                           |

| Arbitro: | Krogh |

|                           |           |                          |
| Stach 68’ Mokwa Ntusu 88’ | Marcatori | 3’ Maddison 22’, 77’ Son |

| Arbitro: | Kruashvili |

|                                       |           |                                                            |
| Vázquez 18’ Goto 79’ Augustinsson 88’ | Marcatori | 41’ (aut.) Sardella 54’ Bischof 59’ Mokwa Ntusu 65’ Hložek |

## Statistiche
Aggiornate al 17 maggio 2025

### Statistiche di squadra
| Competizione      | Punti | In casa | In casa | In casa | In casa | In casa | In casa | In trasferta | In trasferta | In trasferta | In trasferta | In trasferta | In trasferta | Totale | Totale | Totale | Totale | Totale | Totale | DR  |
| Competizione      | Punti | G       | V       | N       | P       | Gf      | Gs      | G            | V            | N            | P            | Gf           | Gs           | G      | V      | N      | P      | Gf     | Gs     | DR  |
| ----------------- | ----- | ------- | ------- | ------- | ------- | ------- | ------- | ------------ | ------------ | ------------ | ------------ | ------------ | ------------ | ------ | ------ | ------ | ------ | ------ | ------ | --- |
| Bundesliga        | 32    | 17      | 4       | 5       | 8       | 25      | 36      | 17           | 3            | 6            | 8            | 21           | 32           | 34     | 7      | 11     | 16     | 46     | 68     | -22 |
| Coppa di Germania | -     | 1       | 1       | 0       | 0       | 2       | 1       | 2            | 0            | 1            | 1            | 2            | 5            | 3      | 1      | 1      | 1      | 4      | 6      | -2  |
| Europa League     | 9     | 4       | 1       | 2       | 1       | 6       | 5       | 4            | 1            | 1            | 2            | 5            | 9            | 8      | 2      | 3      | 3      | 11     | 14     | -3  |
| Totale            | -     | 22      | 6       | 7       | 9       | 33      | 42      | 23           | 4            | 8            | 11           | 28           | 46           | 45     | 10     | 15     | 20     | 61     | 88     | -27 |

### Andamento in campionato
| Giornata  | 1 | 2  | 3  | 4  | 5  | 6  | 7  | 8  | 9  | 10 | 11 | 12 | 13 | 14 | 15 | 16 | 17 | 18 | 19 | 20 | 21 | 22 | 23 | 24 | 25 | 26 | 27 | 28 | 29 | 30 | 31 | 32 | 33 | 34 |
| --------- | - | -- | -- | -- | -- | -- | -- | -- | -- | -- | -- | -- | -- | -- | -- | -- | -- | -- | -- | -- | -- | -- | -- | -- | -- | -- | -- | -- | -- | -- | -- | -- | -- | -- |
| Luogo     | C | T  | C  | T  | C  | T  | C  | T  | C  | T  | C  | T  | C  | T  | C  | C  | T  | T  | C  | T  | C  | T  | C  | T  | C  | T  | C  | T  | C  | T  | C  | T  | T  | C  |
| Risultato | V | P  | P  | P  | P  | N  | V  | N  | P  | N  | V  | P  | N  | N  | P  | P  | P  | V  | N  | P  | P  | V  | N  | V  | N  | P  | N  | P  | V  | P  | P  | N  | N  | P  |
| Posizione | 6 | 11 | 14 | 15 | 16 | 16 | 14 | 15 | 16 | 15 | 13 | 14 | 14 | 14 | 15 | 15 | 16 | 15 | 15 | 15 | 15 | 15 | 14 | 13 | 13 | 14 | 14 | 14 | 14 | 15 | 15 | 15 | 15 | 15 |

Legenda:

Luogo: C = Casa; T = Trasferta. Risultato: V = Vittoria; N = Pareggio; P = Sconfitta.

### Andamento in Europa League
| Giornata  | 1  | 2  | 3  | 4  | 5  | 6  | 7  | 8  |
| --------- | -- | -- | -- | -- | -- | -- | -- | -- |
| Luogo     | T  | C  | T  | C  | T  | C  | C  | T  |
| Risultato | N  | V  | P  | N  | P  | N  | P  | V  |
| Posizione | 16 | 11 | 18 | 19 | 25 | 26 | 28 | 27 |

Legenda:

Luogo: C = Casa; T = Trasferta. Risultato: V = Vittoria; N = Pareggio; P = Sconfitta.